# SNCASO SO-6000 Triton
Il SNCASO SO-6000 Triton era un aereo a reazione sperimentale ad ala media realizzato dal consorzio francese Société nationale des constructions aéronautiques du sud-ouest (SNCASO) negli anni quaranta.
Il Triton fu il primo velivolo a reazione costruito in Francia.

## Storia

### Sviluppo
Il Triton venne progettato nel 1943 dall'ingegnere Lucien Servanty, già dipendente dell'azienda Breguet dal 1937 e che in SNCASO si occupava dei modelli derivati dal Bloch MB 150. A quel tempo la Francia subiva ancora l'occupazione nazista e per questo motivo il lavoro di sviluppo progettuale venne svolto clandestinamente. Alla fine della seconda guerra mondiale il governo francese deliberò la richiesta per la costruzione di cinque prototipi.
Il velivolo presentava una struttura completamente metallica, con una fusoliera di forma ogivale che racchiudeva una cabina di pilotaggio a due posti in tandem e che terminava in una coda tradizionale dall'impennaggio monoderiva. Le due semiali, posizionate sulla linea mediana della fusoliera, racchiudevano i due elementi posteriori del carrello triciclo retrattili verso l'interno, questo completato anteriormente dal terzo carrello, anch'esso retrattile, posizionato sotto il muso. Il motore destinato a spingerlo era un turbogetto di produzione nazionale, il Rateau-Anxionnaz GTS-65.
Il primo prototipo, denominato SO.6000-01, venne terminato nel 1945 ma a causa del ritardo dello sviluppo del motore si dovette attendere per effettuarne il collaudo. Quando ci si rese conto che lo sviluppo del motore francese era gravato da grossi problemi di messa a punto venne recuperato un tedesco Junkers Jumo 004 B2 con il quale, ai comandi del pilota collaudatore Daniel Rastel, effettuò il primo volo a Orléans-Bricy l'11 novembre 1946.
Il secondo prototipo venne utilizzato per prove a terra mentre per i successivi tre esemplari, vista l'indisponibilità del motore originale, vennero motorizzati dall'Hispano-Suiza Nene 101 A da 2 200 kg di spinta, versione nazionale del britannico Rolls-Royce Nene.
Dopo la costruzione del quinto esemplare non venne previsto alcun sviluppo ed il progetto rimase allo stadio di prototipo.